# Only You (canción de Morning Musume)
Only you (Solo tu) es el 46.º sencillo de Morning Musume. El sencillo fue lanzado en 4 versiones: una versión regular y ediciones limitadas A, B y C, que incluían un DVD; todas las ediciones anteriores poseen covers diferentes. La primera entrega de todas las ediciones traían una carta con un número de serial, que serviría para conseguir tickets para entrar al evento del lanzamiento del sencillo. El single V será lanzado el 29 de junio de 2011. Originalmente, el lanzamiento de esta canción estaba planificado para el 18 de mayo de 2011, pero debido a los efectos del Terremoto de Japón de 2011, el sencillo fue pospuesto. El video musical fue lanzado en el canal oficial del grupo en YouTube el 23 de mayo.

## Lista de canciones

### CD
- Only You
- Yamete yo! Sinbad (やめてよ！シンドバッド, "Para! Sinbad")
- Only You (Instrumental)

### Edición Limitada A (DVD)
- Only You (Dance Shot Ver.)

### Edición Limitada B (DVD)
- Only You (Close-up Ver.)

### Edición Limitada C (DVD)
- Only You (Another Dance Shot Ver.)

### Single V
- Only you
- Only you (Image Ver.)
- メイキング映像 (Making of)

### Event V
- Only you (Takahashi Ai Solo Ver.)
- Only you (Niigaki Risa Solo Ver.)
- Only you (Michishige Sayumi Solo Ver.)
- Only you (Tanaka Reina Solo Ver.)
- Only you (Mitsui Aika Solo Ver.)
- Only you (Fukumura Mizuki Solo Ver.)
- Only you (Ikuta Erina Solo Ver.)
- Only you (Sayashi Riho Solo Ver.)
- Only you (Suzuki Kanon Solo Ver.)

## Miembros Presentes
- 5ª Generación: Ai Takahashi, Risa Niigaki
- 6ª Generación: Sayumi Michishige, Reina Tanaka
- 8ª Generación: Aika Mitsui
- 9ª Generación: Mizuki Fukumura, Erina Ikuta, Riho Sayashi, Kanon Suzuki